# Erythridula ulmalatae
Erythridula ulmalatae är en insektsart som först beskrevs av Ross och Delong 1953.  Erythridula ulmalatae ingår i släktet Erythridula och familjen dvärgstritar. Inga underarter finns listade i Catalogue of Life.